# Aleksandra Troesova
Aleksandra Vjatsjeslavovna (Sasja) Troesova (Russisch: Александра Вячеславовна Трусова; Rjazan, 23 juni 2004) is een Russisch kunstschaatsster. Ze is tweevoudig wereldkampioene bij de junioren.

## Biografie
Troesova begon in 2008 met kunstschaatsen. Ze trainde tot haar elfde in haar geboortestad Rjazan en ging daarna naar Moskou. Ze maakte in het seizoen 2017/18 haar internationale debuut en won al snel haar eerste Junior Grand Prix-wedstrijden. Met een wereldrecord bij de korte kür won Troesova eind 2017 de Junior Grand Prix-finale. Ze veroverde haar eerste nationale titel bij de junioren en werd in 2018 afgevaardigd naar de WK voor junioren. Ook daar won ze met een wereldrecord de gouden medaille, en met dezelfde score (225.52 punten) had ze eveneens goud gewonnen bij de WK voor senioren als dat had gekund.
Het seizoen erop zette ze haar succesreeks voort. Als eerste schaatsster voerde ze op diverse manieren een viervoudige sprong uit (toe loop, Salchow, flip en Lutz). Dit keer greep ze echter wel net naast de titel van de Junior Grand Prix-finale. Ze werd tweede, achter teamgenote Aljona Kostornaja die goud won. Ook de Russische nationale titel won ze net niet, nu verloor ze van Anna Sjtsjerbakova. Daarentegen mocht ze in 2019 wel weer naar de WK voor junioren en die won ze wel. Eind 2019 en begin 2020 werd ze derde bij de Grand Prix-finale, derde bij de Russische nationale kampioenschappen en derde bij de Europese kampioenschappen. Telkens legde ze het af tegen Sjtsjerbakova en Kostornaja. Op 17 juni trouwt ze met Makar Ignatov. Makar is net als Alexandra een russiese kunstschaatser. In maart 2025 maak ze bekend dat ze zwanger is van haar man Makar Ignatov.

## Persoonlijke records
Behaald tijdens ISU wedstrijden. 
|                     | punten | datum      | toernooi        |
| ------------------- | ------ | ---------- | --------------- |
| Hoogste totaalscore | 241.02 | 25-10-2019 | GP Skate Canada |
| Hoogste korte kür   | 074.95 | 24-01-2020 | EK              |
| Hoogste lange kür   | 166.62 | 26-10-2019 | GP Skate Canada |

## Belangrijke resultaten
| Kampioenschap                                     | 16/17 | 17/18 | 18/19  | 19/20         | 20/21         | 21/22         | 22/23         |
| ------------------------------------------------- | ----- | ----- | ------ | ------------- | ------------- | ------------- | ------------- |
| Olympische Spelen                                 |       |       |        |               |               | Zilver        |               |
| Wereldkampioenschap                               |       |       |        | *             | Brons         | diskw. (*)    |               |
| Europees kampioenschap                            |       |       |        | Brons         | *             | Brons         |               |
| Grand Prix-finale                                 |       |       |        | Brons         |               |               |               |
| Nationaal kampioenschap                           |       |       | Zilver | Brons         | Brons         | Goud          | t.z.t         |
| WK junioren                                       |       | Goud  | Goud   | geen deelname | geen deelname | geen deelname | geen deelname |
| Junior Grand Prix-finale                          |       | Goud  | Zilver | geen deelname | geen deelname | geen deelname | geen deelname |
| NK junioren                                       | 4e    | Goud  | Goud   | geen deelname | geen deelname | geen deelname | geen deelname |
| * Afgelast naar aanleiding van de coronapandemie. |       |       |        |               |               |               |               |

(*) Alle Russische en Wit-Russische kunstschaatsers mochten niet deelnemen vanwege de inval in Oekraïne.
t.z.t. = trok zich terug